# Mariusz Giżyński
Mariusz Giżyński (ur. 26 czerwca 1981 w Płocku) – polski lekkoatleta, długodystansowiec, maratończyk; reprezentant Polski z ramienia PZLA oraz Wojska Polskiego w imprezach lekkoatletycznych. Żołnierz Wojska Polskiego.
Prywatnie jest mężem i ojcem dwójki dzieci (córka i syn) mieszkającym obecnie w Warszawie. Pasjonat gór i aktywnego spędzania czasu wolnego na świeżym powietrzu. Jak sam o sobie mówi: 
"Na pierwsze okrążenie mojego życia wybiegłem w rodzinnym Płocku. Odkąd pamiętam zawsze chętnie brałem udział w każdej możliwej aktywności fizycznej. Biegałem, skakałem, byłem niezłym łobuzem. Szybkie nogi przydawały mi się w niejednej ucieczce… Regularne treningi lekkoatletyczne rozpocząłem w 1995 roku pod okiem trenera Marka Zarychty, z którym stawiałem swoje pierwsze kroki w zawodach szkolnych, wojewódzkich i ogólnopolskich... Od tego czasu bieganie stało się dla mnie najważniejszą częścią każdego dnia i wokół niego koncentrowałem wszystkie inne działania".
Hobbistycznie i zawodowo zajmuje się propagowaniem biegania jako zdrowej formy ruchu:
- organizator imprez biegowych (Warsaw Track Cup[2], Półmaraton Dwóch Mostów w Płocku[3], Półmaraton Grudziądz-Rulewo: Śladami Bronka Malinowskiego[4] i wielu innych),
- organizator i prowadzący treningi sportowe pod kątem biegania (grupowe i indywidualne[5]).

## Osiągnięcia
Mistrz Polski w Półmaratonie (Piła, 2009), Mistrz Polski w biegu przełajowym na dystansie 10km (Olszyna, 2009). Dwukrotny Wicemistrz Polski w Maratonie (Dębno, 2009, Warszawa 2018). Dwukrotny uczestnik Mistrzostw Europy w Lekkiej Atletyce (Barcelona 2010 – 12. zawodnik, Berlin 2018 – 13. zawodnik). Maratończyk z rekordem życiowym 2:11:20 (Rotterdam, 2012) – 16. wynik w historii polskiej lekkoatletyki.
Multimedalista Mistrzostw Polski w biegach (indywidualnie oraz w drużynie) – w dorobku ma 16 medali, oraz jako czynny wojskowy w stopniu starszego szeregowego – zdobył 10 medali podczas Wojskowych Mistrzostwach Świata (indywidualnie oraz w drużynie).
Trzykrotnie zwyciężył w Biegu Konstytucji 3 Maja w Warszawie (2010, 2011, 2016).

## Rekordy życiowe
- Bieg na stadionie dystansie 1500 metrów – 3:45,12 (Warszawa, 2008[17])
- Bieg na stadionie na dystansie 3000 metrów – 8:04,96 (Warszawa, 2005[17])
- Bieg na stadionie na dystansie 5000 metrów – 14:03,55 (Biała Podlaska, 2005[17])
- Bieg uliczny na dystansie 5 kilometrów – 13:59 (Armagh, 2009[17])
- Bieg na dystansie 10 000 metrów – 30:18,89 (Międzyzdroje, 2006[17])
- Bieg uliczny na dystansie 10 kilometrów – 29:33 (Warszawa, 2011[17])
- Bieg uliczny na dystansie 20 kilometrów - 1:00:57 (Paryż, 2012[17])
- Bieg uliczny na dystansie Półmaratonu (21,097 km) – 1:04:19 (Venlo, 2012[17])
- Bieg uliczny na dystansie Maratonu (42,195 km) – 2:11:20 (15 kwietnia 2012, Rotterdam[12]) – 16. wynik w historii polskiej lekkoatletyki[13])
- Bieg na dystansie 2000 metrów z przeszkodami - 5:44,25 (Warszawa, 2003[17])
- Bieg na dystansie 3000 metrów z przeszkodami – 8:34,09 (Biała Podlaska, 2005[17])